# Maurice Bavaud
Maurice Bavaud (15. januar 1916 – 14. maj 1941) var en schweizisk statsborger, der i 1939 forsøgte at dræbe Adolf Hitler ved et attentat.
Han ville skyde Adolf Hitler i efteråret 1939 i München, i forbindelse med den årlige march for årsdagen for nazisternes Ølkælderkup.
Han udgav sig for at være nazist, for at få plads på ærestribunen. Med sig havde han en pistol i lommen. I ugerne før sit forsøg øvede han sig på sin nøjagtighed med skydeøvelser. Hans forsøg mislykkedes, da han ikke kom på skudhold; da Hitler kom forbi, holdt han sig på den modsatte side af gaden. Desuden bragte det også problemer, da tilhængere ville løfte deres hånd for at sende deres fører 'Heil Hitler' hilsnen.
Dagene efter sit forsøg tog han toget til Paris, men fordi han var fattig forsøgte han at rejse uden billet. Han blev anholdt af Gestapo, som opdagede at han havde en pistol. Imens han blev tortureret fortalte han om sit mislykkede forsøg på at dræbe Adolf Hitler.
Han blev dømt til døden ved halshugning, og blev ført til en Guillotine i 1941.